# TOYONO
TOYONO（とよの、1975年6月13日 - ）は、大阪府出身の音楽家。ブラジル系シンガーソングライター・ボーカリスト、音楽プロデューサー、ポルトガル語歌唱トレーナーとして活動。ポルトガル語、日本語、英語、フランス語、スペイン語でのレコーディング楽曲がある。

## ディスコグラフィー

### Espírito（エスピリト）名義
- 「Pray for Brazil」（赤塚聡明）
- 「serafim」（Espírito）(1999年7月20日)、サイデラレコード

### TOYONO名義
- 「Litoral（リトラウ）」(2001年6月29日)、ファイルレコード
- 「ginga mais（ジンガ・マイス）」(2004年7月28日)、ファイルレコード
- 「pelicano heaven（ペリカーノ・ヘヴン）」(2008年8月23日)、diavoce Records
  - SALA CARD CMタイアップ曲「brinda!brinda!!ブリンダ・ブリンダ」
- 「Luz do sol（ルーズ・ド・ソウ）」(trópico unique/トロピコ・ユニーク)(2009年5月28日)
- 「aquarela（アクアレーラ）」(2010年12月10日)

## CM
- SALA CARD（サーラグループ）TV&ラジオCMタイアップ曲「brinda!brinda!!ブリンダ・ブリンダ」（2008年度）

## ライブコンサート
- 「BOSSA DO MAGO&落合徹也&TOYONO」（グリーンホール相模大野）(1999年10月27日)

- 「serafim」リリース記念ライブ（南青山マンダラ）(2000年1月19日)
  - 出演：TOYONO vocal、 伊藤ゴローguitar、落合徹也violin、 柏木広樹 cello、 岡部洋一 perc、 オノ・セイゲン
- 「Espírito ライブserafim」（心斎橋CLUB QUATTRO）(2000年2月29日)（渋谷CLUB QUATTRO）(2000年3月5日)
  - 出演：TOYONO vocal、伊藤ゴローguitar、落合徹也 violin、柏木広樹cello
- 「Espírito feat.塩谷哲」
  - （三原市芸術文化センター風のホール）(2000年5月16日)
  - （かつしかシンフォニーヒルズ モーツァルトホール）(2000年5月26日)
  - 出演：TOYONO vocal、伊藤ゴローguitar、落合徹也violin、柏木広樹cello、 岡部洋一 perc
  - スペシャルゲスト：塩谷哲piano
- 「TOYONO live 2008 pelicano heaven especial」
  - （STB139 スイートベイジル）(2008年1月31日)
  - 出演：TOYONO vocal、竹中俊二guitar、沼澤尚ds、 岡部洋一 perc、森俊之pf/key、鈴木正人bass、佐野聡tb/flt/c.harp/etc…、吉田治sax/flt